# Zanthoxylum kleinii
Zanthoxylum kleinii là một loài thực vật có hoa trong họ Cửu lý hương. Loài này được (R.S. Cowan) P.G. Waterman miêu tả khoa học đầu tiên năm 1975.